# ファイフ公爵

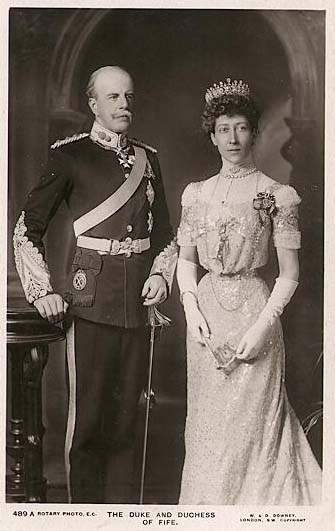
初代ファイフ公爵夫妻

ファイフ公爵（英: Duke of Fife）は、イギリスの公爵位。連合王国貴族。スコットランドのファイフにちなむ。ウェールズ公アルバート・エドワード王子（後のイギリス王エドワード7世）の長女であるルイーズ王女の夫となったファイフ伯爵家当主アレグザンダー・ダフに対して1889年と1900年の二度創設されたことに始まる。王族に対するものを除くと、イギリスにおいて最後に創設された公爵位である。

## 歴史
アレグザンダー・ダフ(1848-1912)はファイフ伯爵家の嫡男であり、エルギンシャー＝ネアーンシャー選挙区選出の庶民院議員や儀仗衛士隊隊長やエルギンシャー統監を務めた人物である。彼は1879年に父親の死去によってアイルランド貴族爵位のファイフ伯爵(Earl Fife) を継承したのち、1885年に連合王国貴族としてファイフ伯爵(Earl of Fife)に叙された。

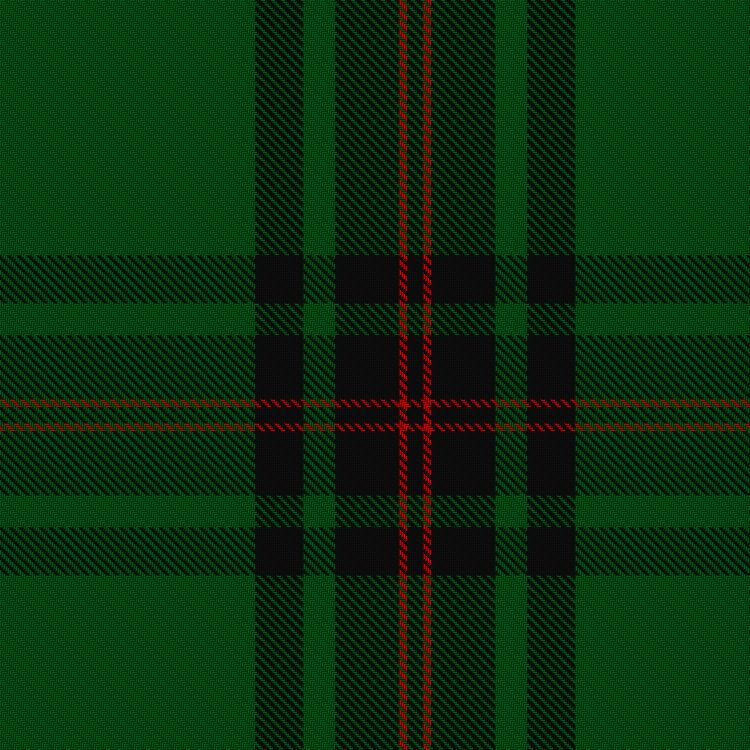
ルイーズ王女と初代ファイフ公の結婚を祝して作成されたタータン

その後、アレグザンダーは1889年にルイーズ王女とバッキンガム宮殿で結婚式を挙げ、ヴィクトリア女王は彼を連合王国貴族爵位のファイフ公爵(Duke of Fife)およびマクダフ侯爵(Marquess of Macduff)に叙した。このときの勅許状では、爵位は初代公の『直系男子(heirs male of his body)』に相続されると定められていたが、アレグザンダーとルイーズの間には夭逝した長男アラステア以後男子が生まれなかった。そこで1900年に女王は、「初代公の女子、およびその直系男子」にも相続を認めるという特別継承権を備えたファイフ公爵及びマクダフ伯爵(Earl of Macduff)に叙した。
1912年にアレグザンダーが歿すると、2つのファイフ伯爵位および第1期のファイフ公爵は断絶した。一方で、第2期のファイフ公爵位は長女のアレグザンドラ王女(1912-1959)によって相続された。アレグザンドラと夫アーサー王子の間に生まれた一人息子の第2代コノート公爵アラステア・ウィンザーは未婚のまま彼女より先に歿したため、妹モード王女とその夫チャールズ・カーネギー（サウスエスク伯爵家当主）の子ジェイムズが爵位を継承した。
3代公ジェイムズ(1929-2015)は父親からサウスエスク伯爵をはじめとするスコットランド貴族爵位も相続した。
その子である4代公デイヴィッド(1961-)がファイフ公爵家現当主である。
公爵家はアバディーンシャー州ストーンヘブン近郊のバーン・オブ・エルジックに1600エーカーの土地を有しており、一族の邸宅エルジック・ハウス はその地所内に位置する。また、現当主である4代公はアンガス州にあるキネアード城に居住している。かつての邸宅にはアバディーンシャーに位置したマー・ロッジがあった。

## 現当主の保有爵位
現当主である第4代ファイフ公爵デイヴィッド・カーネギーは以下の爵位を保有している。
- 第4代ファイフ公爵(4th Duke of Fife)
(1900年4月24日の勅許状による連合王国貴族爵位)
- 第10代サウスエスク伯爵（英語版）(10th Earl of Southesk)
(1633年6月22日の勅許状によるスコットランド貴族爵位)
- 第4代マクダフ伯爵(4th Earl of Macduff)
(1900年4月24日の勅許状による連合王国貴族爵位)
- 第10代キナードのカーネギー卿(10th Lord Carnegie of Kinnaird)
(1616年4月14日の勅許状によるスコットランド貴族爵位)
- 第10代キナード、ルーチャーズのカーネギー卿(10th Lord Carnegie of Kinnaird and Leuchars)
(1633年6月22日の勅許状によるスコットランド貴族爵位)
- 第5代フォーファー州ファーネルにおけるバリナード男爵(5th Baron Balinhard, of Farnell in the County of Forfar)
(1869年12月7日の勅許状による連合王国貴族爵位)
- 第10代(キンカーディン州ピッカローの)準男爵(10th Baronet, of Pitcarrow, county of Kincardine)
(1663年2月20日の勅許状によるノヴァスコシア準男爵位)

## 一覧

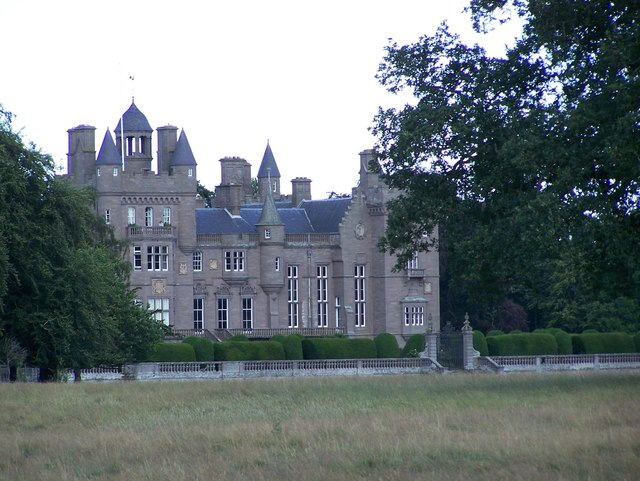
一族の邸宅キネアード城。4代公が住まう。

### ファイフ公爵 （第1期; 1889年）
- 初代ファイフ公爵アレグザンダー・ダフ （1849年 - 1912年）
  - 1900年、ファイフ公爵（第2期）に叙位
  - 1912年、断絶

### ファイフ公爵 （第2期; 1900年）
- 初代ファイフ公爵アレグザンダー・ダフ （1849年 - 1912年）
- 第2代ファイフ女公爵アレグザンドラ王女 （1891年 - 1959年）
- 第3代ファイフ公爵ジェイムズ・カーネギー （1929年 - 2015年）
- 第4代ファイフ公爵デイヴィッド・カーネギー （1961年 - ）
  - 公位の法定推定相続人は、当代の息子のサウスエスク伯爵（儀礼称号）チャールズ・カーネギー（1989年 - ）